# Gugelhupf

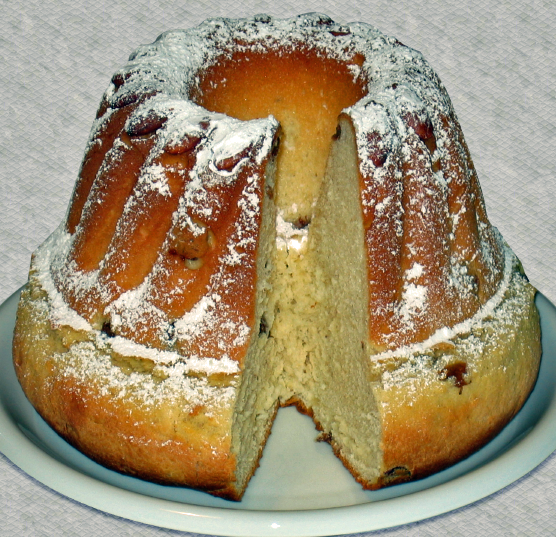
Gugelhupf.

Gugelhupf (Gugelkopf, Kugelhupf, Kouglof) är en österrikisk sockerkaka med hål i mitten som gräddas i en hög, rund form. Den kan strös med pudersocker eller täckas med chokladglasyr.